# Howard Stansbury
Pour les articles homonymes, voir Stansbury.
Howard Stansbury, né le 8 février 1806 à New York et mort le 17 avril 1863 à Madison, est un explorateur américain, officier de l'United States Army Corps of Topographical Engineers (en). 
Il dirige de 1849 à 1851 une expédition pour étudier le Grand Lac Salé et ses environs. Le rapport d'expédition intitulé Exploration and Survey of the Valley of the Great Salt Lake of Utah, incluant une reconnaissance d'une nouvelle route à travers les Montagnes Rocheuses, est publié en 1852.

## Biographie
Stansbury est né en 1806 à New York. Il est formé comme ingénieur civil et rejoint le Bureau topographique en 1828. Au service du bureau, il arpente la James River en 1836 et les rivières Illinois et Kaskaskia en 1837. En 1838, il supervise la construction d'une route de Milwaukee au fleuve Mississippi. En juillet 1838, il rejoint le nouveau US Corps of Topographical Engineers en tant que premier lieutenant. Comme membre du corps, il étudie les Grands Lacs en 1841 et mène une étude approfondie du port de Portsmouth (New Hampshire) entre 1842 et 1845. En 1848, il supervise le début de la construction du phare de Carysfort Reef en Floride. Pendant la guerre américano-mexicaine, il supervise la construction de fortifications dans les Dry Tortugas dans le golfe du Mexique.
En 1849, Stansbury reçoit l'ordre de voyager de Fort Leavenworth au Kansas pour arpenter le Grand Lac Salé dans l'Utah, pour évaluer les pistes d'émigration en cours de route (en particulier les pistes de l'Oregon et des Mormons) et pour rechercher des emplacements possibles pour un chemin de fer transcontinental. L'expédition est composée de 18 hommes, dont le lieutenant John Williams Gunnison, commandant en second. Au cours des deux années suivantes, l'expédition explore le Grand Lac Salé, le lac Utah et la Cache Valley dans le nord de l'Utah jusqu'à Fort Hall dans le sud de l'Idaho. Lorsqu'il arrive dans le territoire de l'Utah, les dirigeants mormons craignent que l'expédition ne fasse partie d'un effort du gouvernement américain pour évincer les colons. Stansbury organise une réunion avec Brigham Young auquel il assure que l'expédition est purement scientifique. Young désigne son secrétaire personnel, Albert Carrington (en), pour aider l'expédition.
En 1850, il conseille Brigham Young sur l'extermination des Timpanogos (en), qui, selon lui, « ne pouvait que rencontrer mon entière approbation » et donne des fournitures pour la bataille de Fort Utah. Après avoir terminé la mission dans l'Utah, l'expédition part vers l'est jusqu'à Leavenworth. Plutôt que de suivre l'itinéraire standard de l'Oregon Trail de Fort Bridger à South Pass à travers la vallée de la rivière Sweetwater, Stansbury souhaite explorer un itinéraire plus direct vers l'est. Suivant les conseils de Jim Bridger et des trappeurs et commerçants locaux, l'expédition suivit la rivière Blacks Fork (en) vers l'est, traverse la Green River près de la ville actuelle de Green River et se dirige vers l'est le long de la vallée de Bitter Creek, traversant le Red Desert et contournant le côté nord d'Elk Mountain à travers les Laramie Plains (en). Ils traversent les monts Laramie et se dirige vers Fort Laramie où ils empruntent le sentier de l'Oregon en direction de l'est.
Après l'expédition en Utah, Stansbury supervise des projets de construction au Minnesota et en Ohio. Il sert brièvement comme officier de rassemblement à Columbus dans l'Ohio et comme officier de recrutement dans le Wisconsin pendant les premières années de la guerre civile. 
Il meurt à Madison le 13 avril 1863,.

## Hommages
Stansbury Park, l'île Stansbury et l'Uta stansburiana ont été nommés en son honneur.